# 葉良かひき
葉良 かひき／しばりょう（はら かひき／しば　りょう　1987年8月3日 - ）は、ニューヨーク在住の弁護士／作家である。
東京都渋谷区出身。身長182cm、体重 0.1t以下。足のサイズは29センチ。2歳年上の姉がいる。
New York'smamaとしてclubhouseで活躍中

## 略歴
2006年　早稲田大学高等学院入学。
2009年　早稲田大学法学部入学。テニスサークルに所属。 
2010年　早稲田大学法学部卒業。同年夏、単身渡米。フォーダム大学ロースクールへ入学。
2011年　フォーダム大学ロースクール (修士号) 修了。同年７月、ニューヨーク州司法試験受験。6点足りずに落ちる。
2012年　2月、ニューヨーク州司法試験に２度目のチャレンジをし、24歳という若さで見事合格。
2013年　NY州弁護士登録完了。

## 趣味
民舞、三線、ピアノ、テニス、ズンバ、フランス料理、クロスフィット等。

## 出演番組

### レギュラー番組
- しばりょうのいろはにほへと（2014年8月31日開始、ホスト）

### ゲスト出演
- バイリンガルニュース（2014年8月16日公開、第１１６回） - Ryo Shiba

### インタビュー記事
- JP WORLDS：世界に羽ばたく日本人、第７回
- 週刊NY生活2014年11月8日号：28頁「BOOKS」で特集

## 書籍
- 「金木犀の向こう側」（2012年、文芸社）